# فوين فوينوف
فوين فوينوف (بالبلغارية: Войн Войнов) مواليد 7 سبتمبر 1952 في بلغاريا، هو مدرب ولاعب كرة قدم بلغاري سابق عندما كان لاعباً خاض 226 مباراة سجل خلالها 36 هدفاً.

## روابط خارجية
- فوين فوينوف على موقع الاتحاد الدولي (مؤرشف)  (الإنجليزية)
- فوين فوينوف على موقع قاعدة بيانات كرة القدم.إي يو (الإنجليزية)
- فوين فوينوف على موقع ناشيونال فوتبول تيمز (الإنجليزية)